# Бобровский сельсовет (Поныровский район)
Бобровский сельсовет — упразднённое в 2010 году муниципальное образование со статусом сельского поселения в Поныровском районе Курской области Российской Федерации.
Административный центр — село Бобровка. Населённые пункты упразднённого Бобровского сельсовета включены в состав Горяйновского сельсовета.

## История
Статус и границы сельсовета установлены Законом Курской области от 21 октября 2004 года № 48-ЗКО «О муниципальных образованиях Курской области».
Законом Курской области от 26 апреля 2010 года № 26-ЗКО, были преобразованы путём объединения, не влекущего изменения границ иных муниципальных образований, граничащие между собой муниципальные образования:
Бобровский сельсовет и Горяйновский сельсовет в Горяйновский сельсовет.

## Состав сельского поселения
| № | Населённый пункт | Тип населённого пункта | Население |
| - | ---------------- | ---------------------- | --------- |
| 1 | Бобровка         | село                   | 233       |
| 2 | Заболотское      | деревня                | 35        |
| 3 | Маньшино         | деревня                | 31        |
| 4 | Цуриково         | деревня                | 91        |